# Charles Martel (cuirassé)
Le Charles Martel était initialement un cuirassé à barbettes de la Marine nationale française dont les travaux ont été suspendus en 1886. Il devait être une unité de la classe Charles Martel.
Il porte le nom de Charles Martel (690-741), maire du palais du royaume des Francs
Le Charles Martel devient le premier cuirassé du programme naval de 1890, dite « flotte d'échantillons ». Il aura comme sister-ships le Jauréguiberry, le Carnot, le Masséna et le Bouvet. Ce sont tous des cuirassés uniques, construits sur des plans différents pour chaque chantier.

## Historique
Sa construction fut reprise en y apportant les modifications nécessaires au regard de la nouvelle politique navale inspirée de la Jeune École mettant l'accent sur la destruction massive de la flotte marchande de l'ennemi plutôt que sur le combat de ligne.
En outre, il fut le premier navire de la marine française à utiliser le plaquage de nickel sur l'acier du blindage. Son artillerie lourde fut montée en tourelles.

## Service
En octobre 1896, il rejoint l'escadre du Nord pour essai. Le 2 août 1897, il est admis au service actif et est affecté à l'escadre de la Méditerranée, dont il devient le navire-amiral.
Du 14 au 16 avril 1898, il fait une sortie d'exercices avec à son bord le président de la république Félix Faure. Puis il participe à diverses revues navales et grandes manœuvres.
En 1912, il est mis en réserve et, en 1914, il est désarmé définitivement pour devenir un ponton-caserne à Brest ; son artillerie principale est débarquée.
En 1919, il est condamné et vendu, en décembre 1920, pour démolition sur un chantier néerlandais où il sera remorqué. Le 23 décembre 1922, il est démantelé.

## Personnalités ayant servi sur le navire
- Georges Henri Marie Nicolas André (1865-1915)